# Купон (облигация)
Купонная облигация — разновидность облигации с промежуточными купонными выплатами, не уменьшающими её номинальной стоимости. Эмитент облигаций выплачивает доход её владельцам. Эмитент, выпускающий такие облигации, обязуется осуществлять процентные выплаты до момента их погашения. Таким образом, держателю выплачивается вознаграждение с заданной эмитентом периодичностью.
Купонный доход — это установленный эмитентом процент от номинальной стоимости бумаги, который выплачивается ее владельцу. Платит этот процент компания-эмитент, выпустившая их с целью привлечения денег. Купон — это выплата заемщику в качестве вознаграждения. Он платится один, два, либо четыре раза в течение календарного года. Размер купона устанавливается заранее на этапе выпуска облигации.
Купон — отрезная часть облигаций или других ценных бумаг определённого номинала или срока выплат. Купон отрезается или отрывается при выплате процентов или погашении облигации банком.
Купонная ставка (процентная ставка по купону) облигации — ежегодные процентные к номинальной стоимости выплаты по облигации. Это годовая ставка процента, с определенной регулярностью выплачиваемая эмитентом облигационного займа владельцу облигации (раз в квартал, полгода, год).
Кроме купонной ставки существуют другие способы формирования дохода по облигации. Так, облигации с нулевой купонной ставкой предусматривают выплату дохода в виде разницы между ценой размещения (выпуска) облигации и номинальной стоимостью (ценой погашения). Поскольку такие облигации размещаются с дисконтом по отношению к номинальной стоимости они называются дисконтными облигациями.
Купонный доход может быть фиксированным или переменным. Фиксированный доход это когда процентная ставка назначается заранее и остается неизменной до момента выплаты. Переменный привязывается к какой-либо базовой величине, которая может меняться. Например, это может быть ставка рефинансирования ЦБ РФ плюс определенный фиксированный процент. Когда ставка рефинансирования меняется, вместе с ней меняется и купонный доход по облигации.
Например, за первый год размер прибыли составлял 7 % ставки рефинансирования плюс 4 % фиксированная величина, в итоге — 11 %. Допустим, на второй год ставка рефинансирования упала на 0,5 %. В этом случае купонный доход составит: 6,5 % + 4 % = 10,5 %.

## История

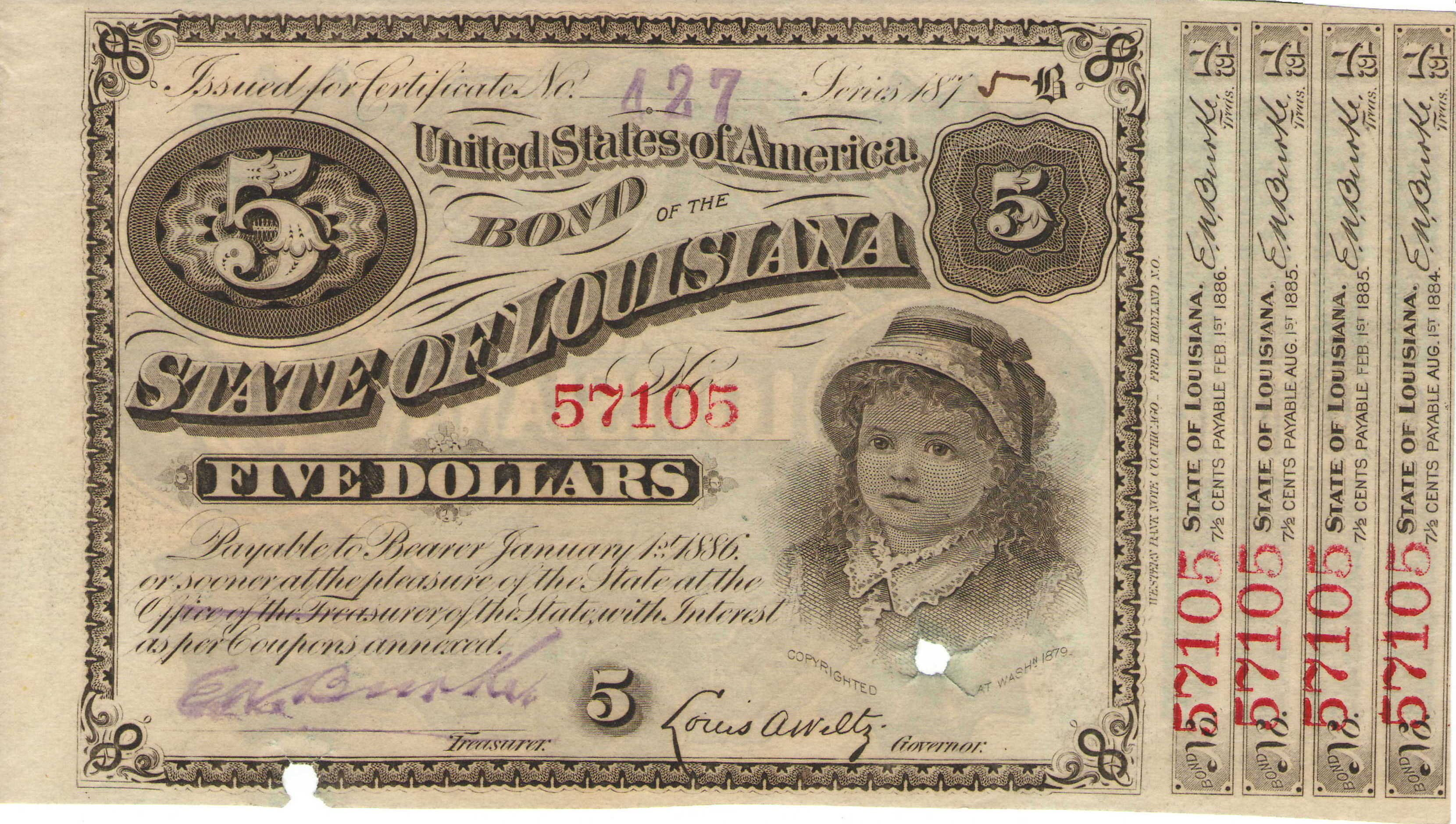
Облигация на предъявителя XIX века

Название «купонная» исторически восходит к традиции выпуска документарных облигаций, обязательство эмитента которых закреплялось в сертификате облигации. Владение сертификатом документарной облигации легитимировало управомоченное по облигации лицо. Если облигация предусматривала несколько периодов выплаты процентных доходов, купоны соответствующие каждой выплате печатались непосредственно на сертификате облигации. По наступлении срока выплаты очередного процентного дохода и предъявлении облигации, обязанное по облигации лицо отрезало от сертификата соответствующий купон (отсюда фраза «стричь купоны») и производило выплату дохода.